# Fort Saint-Jean

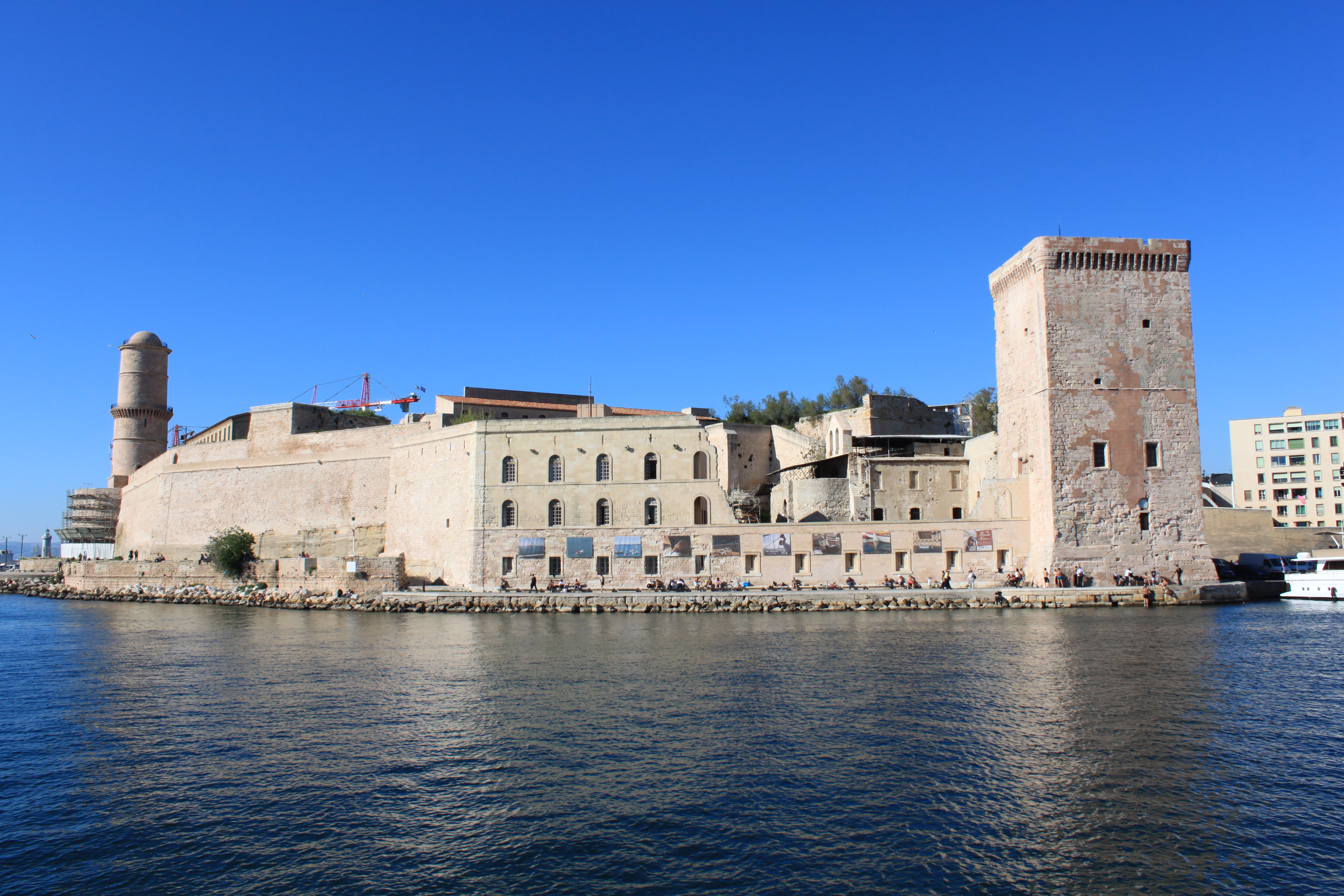
Fort Saint-Jean

Fort Saint-Jean är en befästning i stadsdelen Hôtel-de-Ville i Marseilles 2:a arrondissement. Fortet uppfördes 1660 på order av kung Ludvig XIV på norra sidan av inloppet till den gamla naturliga hamnen.
Det andra hamnfortet, Fort Saint-Nicolas, byggdes vid samma tid på den motsatta södra sidan av hamnen. Malteserordens klostersjukhus från 1100-talet och Renétornet (efter Rene I av Neapel) från 1400-talet inlemmades i fortet.
Under 1800-talet och tidiga 1900-talet disponerades Fort Saint-Jean av den franska armén som kaserner och som utrustningsplats för den franska Afrikaarmén och för Främlingslegionen. Under andra världskriget ockuperades Fort Saint-Jean i november 1942 av tysk militär. År 1960 övertogs fortet av kulturministeriet och blev historiskt minnesmärke 1964. Det renoverades 1967-71 och ingår sedan en ombyggnad avslutad 2013 som en del av Musée des Civilisations de l'Europe et de la Méditerranée, vars huvudbyggnad nyuppfördes i anslutning till fortet.

## Galleri med bilder

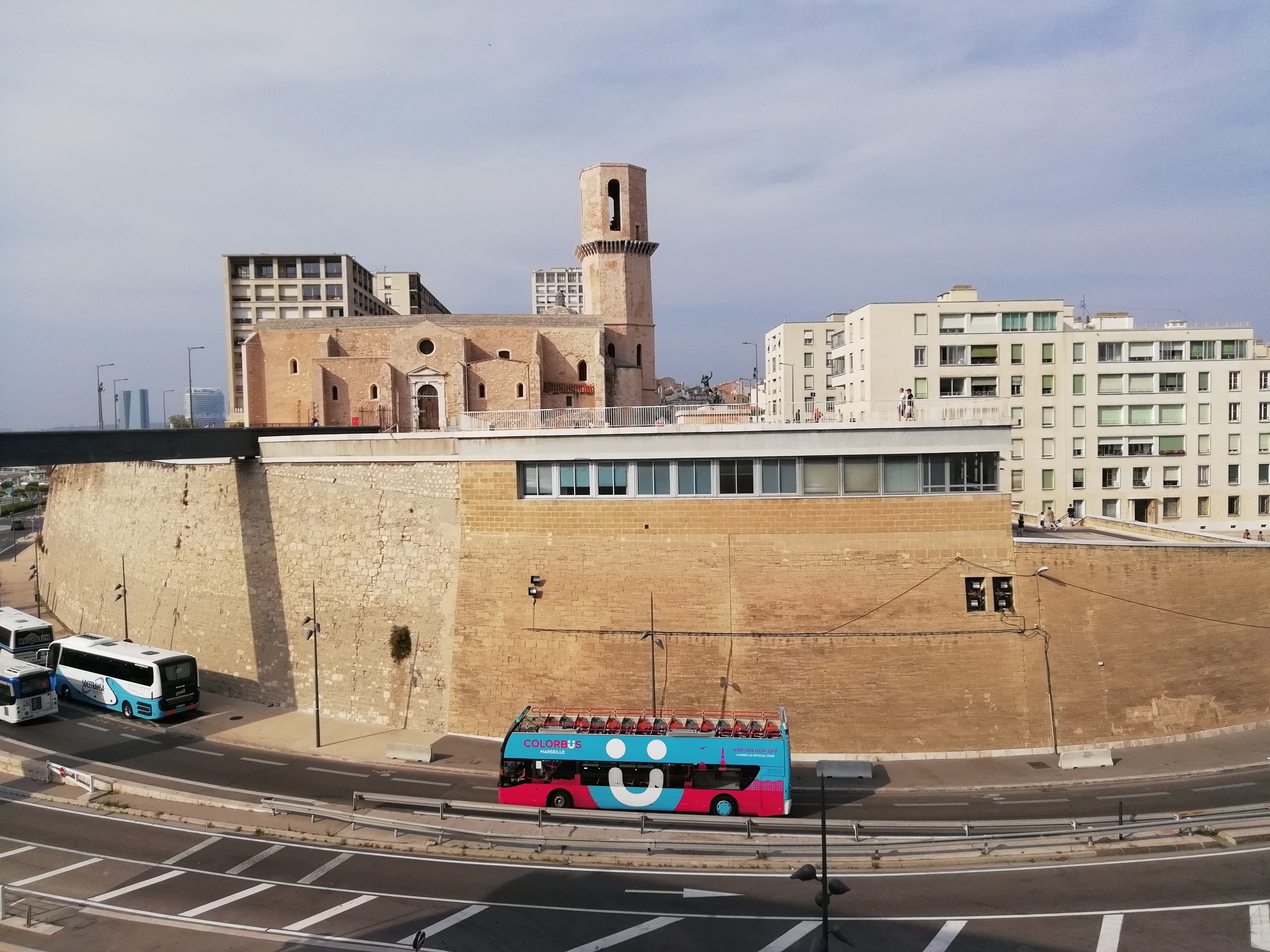
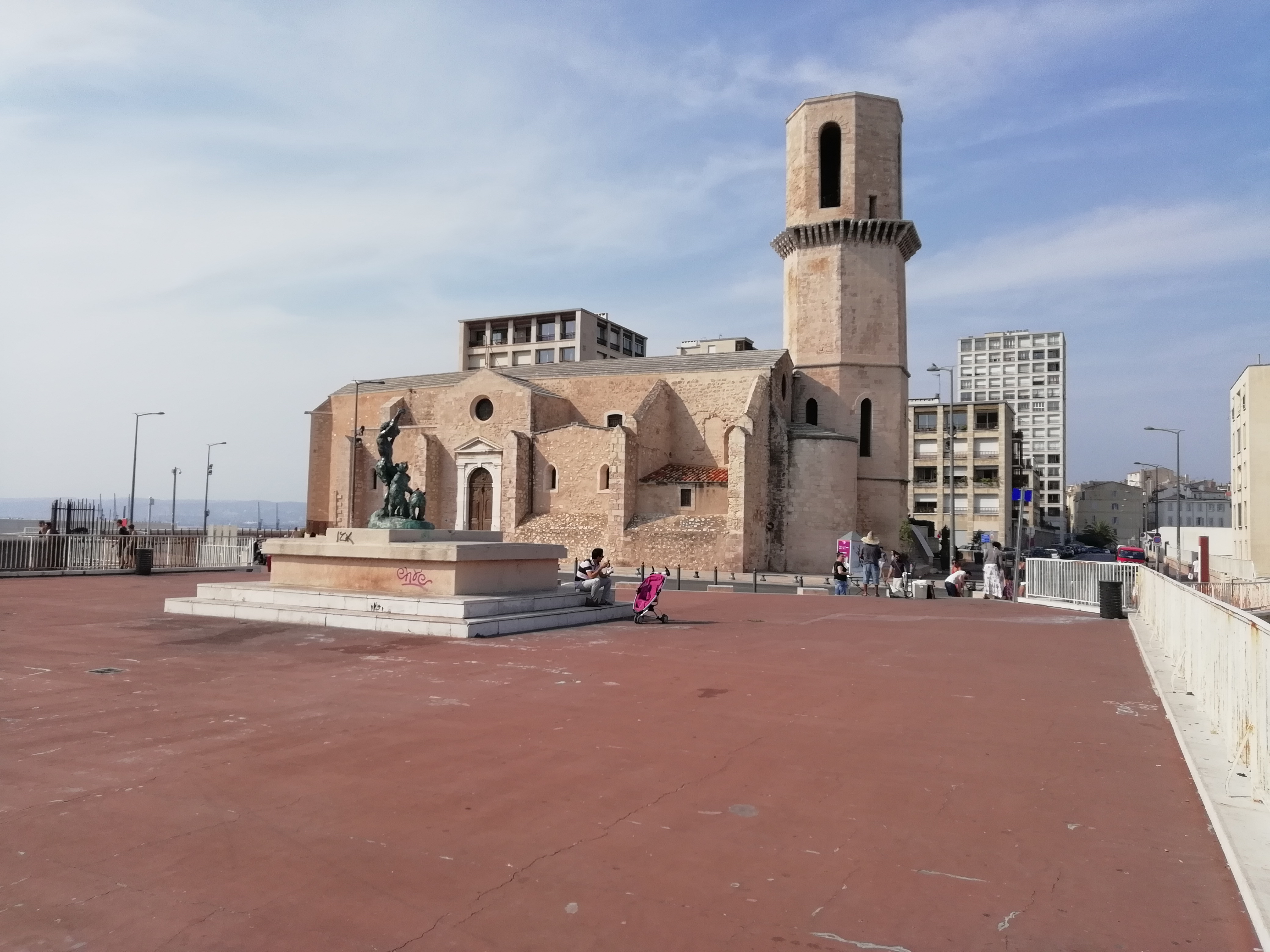
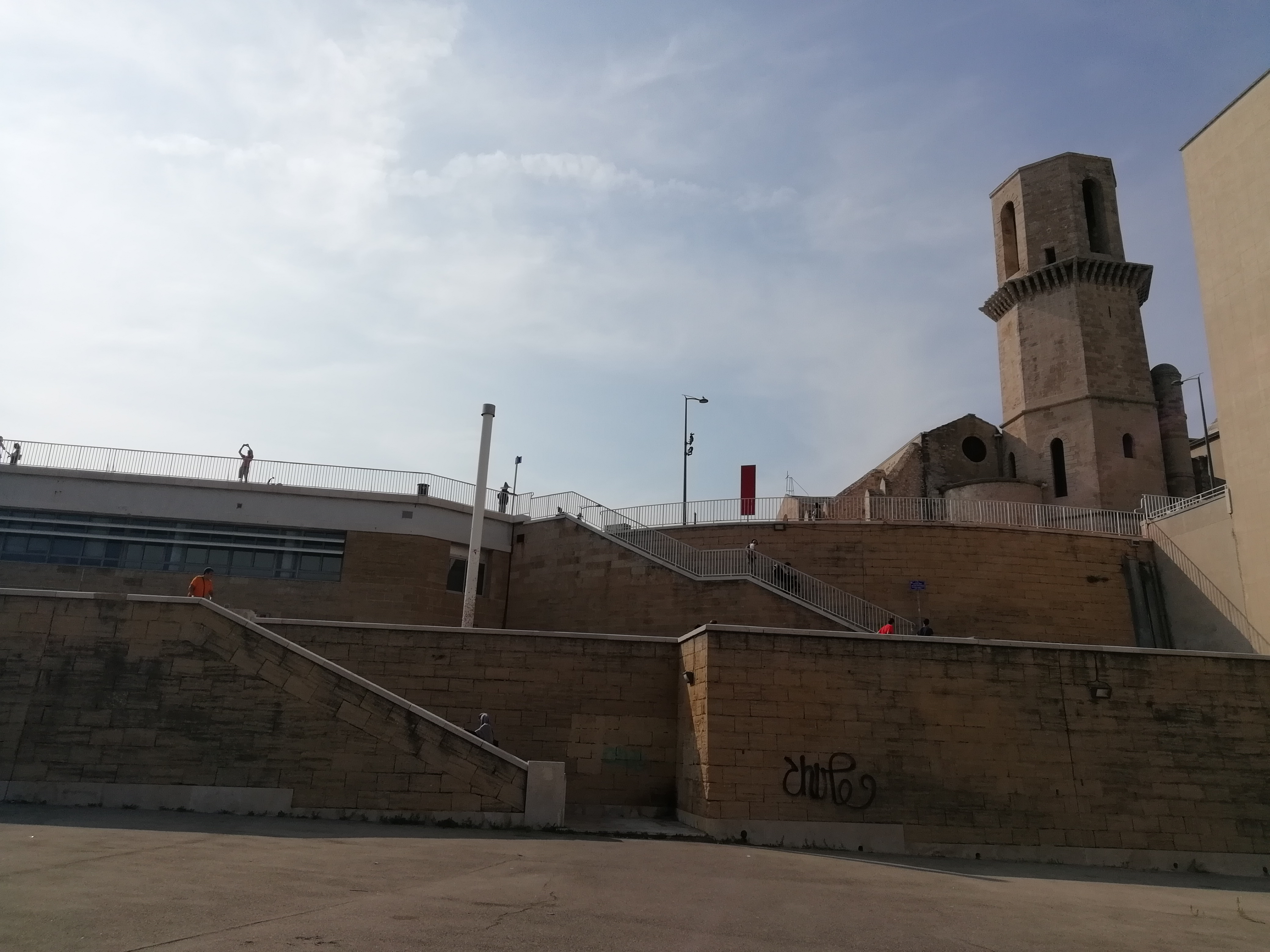